# 恋×シンアイ彼女
『恋×シンアイ彼女』は、Us:trackより2015年10月30日に発売された18禁美少女アドベンチャーゲーム。略称は「恋カケ」。

## あらすじ
國見洸太郎は、御影ヶ丘学園に通う、小説家志望の高校生。しかし、過去の失恋が原因で恋愛小説だけはどうしても書けなかった。そんな中迎えた高2の春。御影ヶ丘を含む3校の統合、そして幼馴染の帰還。それをきっかけに、洸太郎をとりまく環境と日常は大きく変わっていく。

## 登場人物
國見 洸太郎 （くにみ こうたろう）
本作の主人公であり、御影ヶ丘学園文芸部の唯一の部員であり部長。小学生の時に書いた小説でデビューを果たしているが、以降一度も小説を完成させることが出来ていない。
姫野 星奏 （ひめの せな）
声：阿部朔
洸太郎の小学生時代の同級生。小学校卒業と同時に北海道に引っ越していったが、高校2年生になるタイミングで御影市に戻ってくる。
人当たりは良い一方でクラスではあまり目立たない女の子だが、密かに男子から人気がある。
実家はかなり裕福らしい。
新堂 彩音 （しんどう あやね）
声：遥そら
洸太郎の中学生時代の同級生。卒業後は服飾の専門コースのある桜代に進学したが、統合にあたって普通科に編入している。
進学前は洸太郎と仲が良かったが高校で再会して以降は洸太郎が受験直前になって受験校を変更したこともあり、刺々しい態度をとっている。
小鞠 ゆい （こまり ゆい）
声：遠野そよぎ
御影浜学園に在籍している少女で、園芸部員。御影ヶ丘学園の花壇の整備も行っている。
洸太郎に不器用なアプローチを繰り返していて暴走する。
四條 凜香 （しじょう りんか）
声：日傘世玲那
人の困った顔を見るのが好きという生徒会長。三校統合による部活動等の調整に奔走している。
國見 菜子 （くにみ なこ）
声：秋野花
洸太郎の妹。しっかり者でゆいとはクラスメイト。
貴志 涼介 （きし りょうすけ）
声：古河徹人
映画研究会に所属する、洸太郎の中学時代からの友人。
桜田 志乃 （さくらだ しの）
声：萌花ちょこ
ソフトボール部に所属する、洸太郎のクラスメイト。
愛美さん （あゆみさん）
声：かわしまりの
苦い珈琲を出してくれる喫茶店 『monetto』 の店主。御影ヶ丘学園文芸部OG。
ゆいの姉でもある。
如月　奈津子　(きさらぎ なつこ)
声：椎名ヨオコ
桜代学園の元・生徒会長兼文芸部部長。御影ヶ丘の文芸部との合併を拒絶し、部室を巡って洸太郎や凛香と対立する。

## 用語
御影ヶ丘学園(みかげがおかがくえん)
洸太郎をはじめ本作品に登場する多くの人物が通う高校。この春から御影ヶ丘西高校、桜代高校と統合された。
統合に際して、部活動の調整が各校の生徒会に一任されたものの調整がうまくいかなかったため、部活に関係するトラブルを多く抱え込んでいる。
なお、学校行事に関しては統合前の学校独自のものは廃止されることなくそのまま行われているようである。
御影浜学園(みかげはまがくえん)
洸太郎たちの母校であり、ゆいや菜子が通う中学校。元は御影ヶ丘の敷地内にあったが、統合の煽りを受けて別の場所に移動になった。
グロリアスデイズ
4年ほど前にデビューした、北海道発の4人組ガールズバンド。星奏ルートと彩音ルートで登場し、学園祭でライブを行う。
代表曲は、ユニット名にもなっている『GLORIOUS　DAYS』。

## スタッフ
- キャラクターデザイン・原画 - きみしま青、倉澤もこ、しらたま、あまからするめ（SD原画）
- シナリオ - 新島夕、真崎ジーノ、茶渡エイジ、条智涼介
- 音楽 - 水月陵

### 文献
- 『恋×シンアイ彼女 ビジュアルファンブック』KADOKAWA、2016年3月31日。ISBN 9784047340312。